# Songs from the Road
Songs from the Road je koncertní album kanadského hudebníka Leonarda Cohena, vydané v září roku 2010 prostřednictvím hudebního vydavatelství Columbia Records. Jde o záznam z jeho světového turné v letech 2008 až 2009, kdy se po patnácti letech vrátil na koncertní pódia. V české hitparádě ČNS IFPI se album umístilo na osmé příčce, v americké Billboard 200 na 112.

## Seznam skladeb
Všechny skladby napsal(i) Leonard Cohen, pokud není uvedeno jinak. 
| Pořadí | Název                                                      | Autor                  | Nahráno                                                      | Délka |
| ------ | ---------------------------------------------------------- | ---------------------- | ------------------------------------------------------------ | ----- |
| 1.     | Lover, Lover, Lover (z alba New Skin for the Old Ceremony) |                        | 24. září 2009; Ramat Gan Stadium, Tel Aviv, Izrael           | 7:42  |
| 2.     | Bird on the Wire (z alba Songs from a Room)                |                        | 6. listopadu 2008; Clyde Auditorium, Glasgow, Skotsko        | 6:07  |
| 3.     | Chelsea Hotel (z alba New Skin for the Old Ceremony)       |                        | 17. listopadu 2008; Royal Albert Hall, Londýn, Anglie        | 3:30  |
| 4.     | Heart with No Companion (z alba Various Positions)         |                        | 2. listopadu 2008; König Pilsener Arena, Oberhausen, Německo | 5:05  |
| 5.     | That Don't Make It Junk (z alba Ten New Songs)             | Cohen, Sharon Robinson | 13. listopadu 2008; O2 Arena, Londýn, Anglie                 | 4:21  |
| 6.     | Waiting for the Miracle (z alba The Future)                | Cohen, Robinson        | 13. listopadu 2009; HP Pavilion, San Jose, Kalifornie        | 7:59  |
| 7.     | Avalanche (z alba Songs of Love and Hate)                  |                        | 12. října 2008; Scandinavium, Göteborg, Švédsko              | 4:16  |
| 8.     | Suzanne (z alba Songs of Leonard Cohen)                    |                        | 30. listopadu 2008; MEN Arena, Manchester, Anglie            | 3:40  |
| 9.     | The Partisan (z alba Songs from a Room)                    | Hy Zaret, Anna Marly   | 10. října 2008; Hartwall-areena, Helsinky, Finsko            | 5:17  |
| 10.    | Famous Blue Raincoat (z alba Songs of Love and Hate)       |                        | 13. listopadu 2008; O2 Arena, Londýn, Anglie                 | 5:22  |
| 11.    | Hallelujah (z alba Various Positions)                      |                        | 17. dubna 2009; Coachella, Indio, Kalifornie                 | 7:30  |
| 12.    | Closing Time (z alba The Future)                           |                        | 24. května 2009; John Labatt Centre, London, Ontario, Kanada | 6:05  |

## Obsazení
- Leonard Cohen – zpěv, kytara, klávesy
- Sharon Robinson – doprovodné vokály
- Charley Webb – doprovodné vokály, kytara
- Hattie Webb – doprovodné vokály, harfa
- Javier Mas – strunné nástroje
- Rafael Bernardo Gayol – bicí, perkuse
- Roscoe Beck – baskytara, doprovodné vokály
- Neil Larsen – klávesy
- Bob Metzger – kytara, doprovodné vokály
- Dino Soldo – klávesy, harmonika, doprovodné vokály